# オーストラリアン・ブルドッグ
オーストラリアン・ブルドッグ（英：Australian Bulldog）は、オーストラリアのクイーンズランド州原産の愛玩用犬種である。オールディ・イングリッシュ・ブルドッグスの一種で、オールド・イングリッシュ・ブルドッグを復元する目的で作出されたものの一つである。

## 歴史
20世紀末に作出された新しい犬種で、イングリッシュ・ブルドッグ（ブルドッグ）のさまざまな欠点をなくし、かつて闘犬として使われていたころのように完璧で健康なオールド・イングリッシュ・ブルドッグを蘇えらせる目的で作出が行われ、イングリッシュ・ブルドッグにボクサー、ブルマスティフ、ブルテリアを交配させて改良が進められた。改良が終わり、完成した現在はペットとしてのみ飼育されているが、身体能力も高められているためドッグスポーツに使われることもある。
なお、個体としてのオーストラリアン・ブルドッグの健康も重視した繁殖が行われているため数はあまり多くなく、過度の改造が行われ健康が損なわれることを危惧し、作出者は本種をショードッグとして使われることを拒んでいるため、ケネルクラブやFCIへの申請も行っていない。ちなみにドッグショーには出場しないが、愛好家の間で自分の犬を自慢しあう集いは行われていて、これにより適度な犬質が保たれている。

## 特徴
マズルは短いが、つぶれてはおらず呼吸しやすくなっていて、よだれは少ない。頭部はやや小さくなり、折れ耳。胸は厚く、脚は長い。がっしりした体格で、臀部は大きく、垂れ尾は断尾して短くすることがある。皮膚はたるみが少なくなり、コートはショートコートで毛色の制限は無い。体高40 - 50cm、体重25 - 35kgの中型犬で、性格は普段はものぐさであるが、穏やかで外交的で忍耐強い性格をイングリッシュ・ブルドッグから引き継いでいる。

## 参考
- 『デズモンド・モリスの犬種事典』（誠文堂新光社）デズモンド・モリス著、福山英也、大木卓訳 誠文堂新光社、2007年